# Walter Reichel

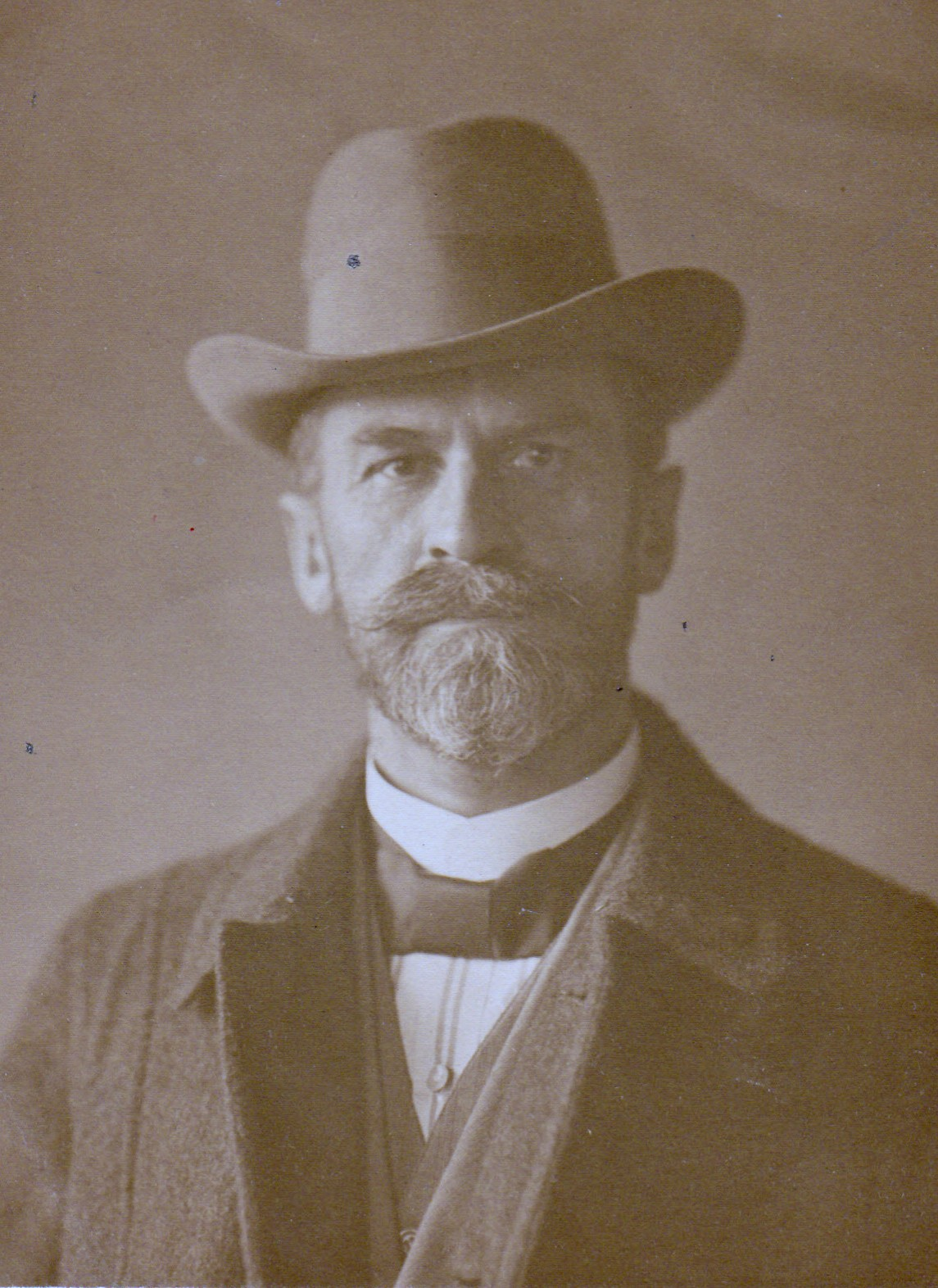

Emil Berthold Walter Reichel (* 27. Januar 1867 in Laurahütte; † 23. Mai 1937 in Berlin) war ein deutscher Ingenieur.

## Leben
Reichel wurde als Sohn des Maschinendirektors Adolf Reichel und seiner Frau Malvine, geb. Munscheid, geboren. Sein Vater starb, als Walter erst drei Jahre alt war. Kurz darauf zog seine Familie 1870 nach Dresden. Dort besuchte er ab 1881 die Untersekunda der Kreuzschule und erhielt in seinem letzten Schuljahr ein Stipendium der Crucianerstiftung. 1885 schloss er die Schule mit dem Abitur der Note „gut“ ab. Auf seinem Zeugnis ist vermerkt, dass er zunächst beabsichtigte, Medizin zu studieren. Reichel entschloss sich aber schlussendlich, ein Studium des Maschinenbaus an der Technischen Hochschule Berlin-Charlottenburg aufzunehmen. Dort besuchte er unter anderem Vorlesungen von Adolf Slaby, dessen Forschungen durch Werner von Siemens unterstützt wurden. In seiner Freizeit besuchte Reichel ab dem Wintersemester 1885 den 1860 gegründeten Akademischen Turnverein der Hochschule. Sein Studium schloss er nach neun Semestern im Jahr 1889 mit dem Examen zum Regierungsbauführer ab.
Im gleichen Jahr nahm er am 15. November 1889 die Arbeit als Konstrukteur für Fahrzeuge und Fahrleitungsanlagen in der Bahnabteilung bei Siemens & Halske in Berlin auf und entwickelte dort im gleichen Jahr den Bügelstromabnehmer für elektrische Bahnen – sein erstes Patent, das er noch in der Probezeit entwickelte. Anschließend arbeitete er unter der Leitung von Heinrich Schwieger zunächst an der Lösung von weiteren Fragen der Stromzufuhr, später befasste er sich mit der Antriebstechnik und entwickelte Motoren für ein zweipoliges Magnetgestell aus Gusseisen mit Schneckengetriebe. In den folgenden Jahren leitete er den Bau elektrischer Bahnen in Genua, Dresden und Berlin. Zwischenzeitlich heiratete er seine Frau Elisabeth Lange; beide bekommen 1894 einen Sohn, Walter. Im Januar 1895 infizierte Reichel sich mit Typhus und kann zwei Monate lang nicht arbeiten. Die Familie erwarb ein Ferienhaus in Cínovec und nutzte dieses im März 1895 zur Erholung. 1896 kam der zweite Sohn, Martin, zur Welt, gefolgt von den Töchtern Erika im Jahr 1900 und Hildegard im Jahr 1902.
Acht Jahre nach seinem Eintritt in das Unternehmen wurde Reichel 1897 zum Oberingenieur ernannt. Nach einer Studienreise in die USA im Jahr 1899 leitete Reichel 1902 die Inbetriebsetzung der Berliner Hoch- und Untergrundbahn. Im gleichen Jahr legte Reichel an der Technischen Hochschule Berlin-Charlottenburg die Prüfung zum Diplomingenieur ab und erhielt Prokura als stellvertretender Leiter der Abteilung für elektrische Bahnen bei Siemens & Halske. Die mittlerweile sechsköpfige Familie zog in ein vom befreundeten Architekt Walter Franz neu errichtetes Wohnhaus in die Beethovenstraße nach Berlin-Lankwitz.
Mit der Arbeit Betrachtungen und Versuche über die Verwendung des Drehstromes für den Betrieb elektrischer Bahnen wurde Reichel 1903 bei Alois Riedler unter Mitwirkung von Slaby zum Dr.-Ing. mit Auszeichnung promoviert. Innerhalb der Studiengesellschaft für elektrische Schnellbahnen war Reichel ab 1903 mit an der gemeinsamen Entwicklung von elektrischen Bahnen u. a. durch Siemens und die AEG beteiligt, bei der auf der Versuchsstrecke in Berlin-Marienfelde mit Drehstrom-Triebfahrzeugen Geschwindigkeiten bis 210 km/h erreicht wurden. Parallel zu seiner Industrietätigkeit übernahm er ab Oktober 1904 eine ordentliche Professur für den neu geschaffenen Lehrstuhl für Elektrische Bahnen an der Technischen Hochschule Berlin-Charlottenburg. Durch die von ihm angeregte Trennung der Elektrotechnik aus dem Maschinenbau heraus kam es zu einem Zerwürfnis mit Slaby, das in der Schriftenreihe „Lebenswege“ des Siemens Historical Institut als „erbitterte Feindschaft“ bezeichnet wurde. Seine ehemaligen Lehrer warnten davor, Fachtechniker mit „ganz begrenztem Horizont“ zu „züchten“. Reichel konnte sich mit seiner Idee zunächst auch nicht durchsetzen und die Hochschule lediglich dazu bewegen, ein elektrotechnisches Versuchsfeld einzurichten. Bereits 1908 legte er daher seine Professur nieder und kehrte in das Unternehmen zurück. Während und nach seiner Hochschulprofessur war er ab 1908 Abteilungsdirektor des Dynamowerks von Siemens in Berlin und Mitglied des Vorstands. Er beeinflusste die Konstruktion von elektrischen Großmaschinen, unter anderem der ersten Einphasen-Wechselstromgeneratoren für das Walchensee-Kraftwerk und von großen Motoren für Walzwerke. Gemeinsam mit seinem Kollegen Emmerich Frischmuth verantwortete er weiterhin das Fachgebiet der elektrischen Bahnen.
Auch an der Konstruktion der Lokomotiven für die erste elektrifizierte deutsche Hauptbahnstrecke ab 1911 von Dessau nach Bitterfeld war Reichel maßgeblich beteiligt. Er entwickelte auch ab 1930 die Elektrolok der DR-Baureihe E 44, die mit 78 Tonnen nur etwa die Hälfte einer seinerzeit vergleichbaren Lokomotive wog. Ihre universale Einsetzbarkeit wurde für die damalige Zeit als Pionierleistung betrachtet. Reichel setzte sich mit dafür ein, dass im November 1912 ein einheitliches Stromsystem im Deutschen Reich eingeführt wurde. Durch den Ausbruch des Ersten Weltkrieges konnte er von einem geplanten Großprojekt in Schweden nur noch eine Erzbahn errichten lassen. Auch in seinem Werk an der Nonnendammallee wurden zunehmend Kriegsgüter hergestellt. Nach dem Ende des Krieges nahm Reichel zahlreiche der begonnenen Forschungsaktivitäten wieder auf.
Nach seiner Emeritierung 1926 und dem Ausscheiden bei Siemens 1932 arbeitete Reichel noch einige Jahre als Sachverständiger u. a. für elektrische Bahnen. In der Zeit des Nationalsozialismus war Reichel nach Angaben aus einer Schriftenreihe „Lebenswege“ des Siemens Historical Institut nicht um eine „große Distanz“ bemüht. So erschien zum Beispiel eine Publikation Reichel in der Gauzeitung Der Angriff. Die Schriftenreihe weist aber auch darauf hin, dass ihn die „antimodernen Töne“ nicht interessierten. Reichel starb rund vier Monate nach seinem 70. Geburtstag nach dem Besuch eines Sportfestes in Berlin-Grunewald. Die Trauerfeier fand im Krematorium in Berlin-Wilmersdorf statt; die Trauerrede hielt Carl Friedrich von Siemens.

## Patente
1901 wurden von Walter Reichel mehrere Patentanträge für die Verbindung der elektrischen Systeme von Eisenbahnwagen (Means for Electrically Connecting of Railway Cars) und für Wellenlager und weitere Konstruktionen beim US-Patentamt eingereicht.

## Auszeichnungen
- 1916  wurde Reichel zum Geheimen Regierungsrat ernannt.[2]
- Ihm wurden 1916 der schwedische Wasaorden sowie die Goldene Medaille der Weltausstellung 1904 in St. Louis, USA 1904 verliehen.[2]